# Pontechianale
Pontechianale (piemontiul: Pontcianal, okcitánul: Pount e Le Chanal) település Olaszországban, Piemont régióban, Cuneo megyében. Lakosainak száma 183 fő (2023. január 1.). Pontechianale Casteldelfino, Crissolo, Oncino, Bellino, Saint-Véran, Saint-Paul-sur-Ubaye, Molines-en-Queyras, Ristolas és Abriès-Ristolas községekkel határos.

## Népesség
A település lakossága az elmúlt években az alábbi módon változott:
| Lakosok száma | 169  | 163  | 183  |
|               | 2017 | 2018 | 2023 |